# Alessandro Santaromita
Alessandro Santaromita, né le 11 décembre 1999 à Varèse, est un coureur cycliste italien. 

## Biographie
Alessandro Santaromita est originaire de Varèse, une commune située en Vénétie. Son père Mauro-Antonio et son oncle Ivan sont d'anciens cyclistes professionnels, tout comme son grand-père maternel Giordano Talamona,. Inspirés par ses aînés, il s'inscrit dans son premier club à l'âge de neuf ans à la Polisportiva Besanese, en Lombardie. 
En 2017, il termine notamment troisième du Tour du Léman junior. Il court alors au Vélo Club de Lugano, dirigé par son père Mauro-Antonio. L'année suivante, il rejoint le VC Mendrisio-PL Valli. Décrit comme un grimpeur, il se classe deuxième du championnat d'Italie espoirs. 
En 2021, il s'impose sur la course de côte Coire-Arosa. Il termine également sixième du Gran Premio Capodarco, ou encore septième de la première étape du Tour de la Vallée d'Aoste. Il passe ensuite professionnel en 2022 au sein de l'équipe Bardiani CSF Faizanè, mais arrête sa carrière à l'issue de la saison 2023.

## Palmarès et résultats

### Palmarès par année
- 2017
  - Coire-Arosa juniors
  - 3e du Tour du Léman juniors
  - 3e du Giro della Castellania
- 2020
  - 2e du championnat d'Italie sur route espoirs
- 2021
  - Coire-Arosa

### Classements mondiaux
| Année           | 2020 | 2021   |
| --------------- | ---- | ------ |
| UCI Europe Tour | 715e | 1 441e |